# モラッツォーネ
モラッツォーネ（伊: Morazzone）は、イタリア共和国ロンバルディア州ヴァレーゼ県にある、人口約4,200人の基礎自治体（コムーネ）。

## 地理

### 位置・広がり

#### 隣接コムーネ
隣接するコムーネは以下の通り。
- ブルネッロ
- カロンノ・ヴァレジーノ
- カスティリオーネ・オローナ
- カストロンノ
- ガッツァーダ・スキアンノ
- ゴルナーテ＝オローナ
- ロッツァ

### 地震分類
イタリアの地震リスク階級 (it) では、4 に分類される
。

## 行政

### 分離集落
モラッツォーネには、以下の分離集落（フラツィオーネ）がある。
- Centro storico, Roccolo, Roncaccio, Mezzanella, Pagliate, Cuffia

## 姉妹都市
- Wimblington、イギリス 2007年